# Fedayyin di Saddam
Fedayyin di Saddam (arabo:فدائيو صدام; traslitterato: Fidāʾīyū Ṣaddām, letteralmente: Devoti di Saddam) era un'organizzazione paramilitare irachena fedele al governo baathista di Saddam Hussein. Il nome "Fedayyin" richiama i militanti della guerriglia armata palestinese contro lo Stato di Israele.

## Storia
Il gruppo dei Fedayyn di Saddam venne costituito nel 1995 da 'Uday Ṣaddām, figlio maggiore di Saddam Hussein, con l'obiettivo di placare il dissenso interno al regime ba'athista. I Fedayyn di Saddam non facevano parte delle forze armate irachene, l'arruolamento era a base volontaria e il loro equipaggiamento era costituito da armamento leggero.
I Fedayyin commettevano azioni intimidatorie contro gli oppositori politici del regime di Saddam Hussein e sono ritenuti responsabili di massacri extra giudiziari, in particolare una campagna anti-prostituzione nel corso della quale vennero decapitate oltre duecento donne.

### Invasione dell'Iraq
Nel corso dell'invasione dell'Iraq del 2003 i Feddayyin, nonostante fossero armati solo con AK-47, lanciagranate, mortai e alcuni pezzi di artiglieria leggera e controcarri furono la forza che oppose inizialmente maggiore resistenza alle truppe americane e della coalizione internazionale e per compensare il loro ritardo tecnologico e militare si confondevano tra la popolazione civile.
Il 22 luglio 2003 nel corso di un combattimento a Mosul vennero uccisi i figli di Saddam Hussein 'Uday e Quṣayy. Il gruppo paramilitare promise vendetta elevando il tono delle minacce contro le truppe straniere presenti in Iraq. Il 30 novembre 2003, un centinaio di fedayyin realizzò un agguato ad un convoglio dell'esercito americano a Samarra.
Molti fedayyin sono morti in seguito all'invasione, mentre altri si sono uniti alle file della guerriglia irachena e nonostante sia certo il ruolo svolto dai fedayyin nella guerriglia nel triangolo sunnita, l'organizzazione come tale è cessata di esistere nel 2003.